# Vieille maison de Zdravko Stojadinović à Jošanica
La vieille maison de Zdravko Stojadinović à Jošanica (en serbe cyrillique : Стара кућа Здравка Стојадиновића у Јошаници ; en serbe latin : Stara kuća Zdravka Stojadinovića u Jošanici) se trouve à Jošanica, dans la municipalité de Žagubica et dans le district de Braničevo, en Serbie. Elle est inscrite sur la liste des monuments culturels protégés de la République de Serbie (identifiant no SK 825).